# Zadné rígľové oko
Zadné rígľové oko ( polsky Zadnie Ryglowe Oko německy Hinteres Riegelauge maďarsky Hátsó-Retesz-szem je pleso ve Vysokých Tatrách, ležící na dně horní části Javorové doliny pod prahem Zadní Javorové doliny. Je ve výšce asi 1580 m n. m.

## Název
Název je odvozen polohou pod Rígľovými sedlami. Polské názvosloví zná skupinu Rígľových ok - Ryglowe Oka, odůvodňuje to z polohy Rígľových sedel, které jsou nad nimi. Nižné Žabí pleso označují jako Ryglowe Oko. Rigel je pojem, se kterým se lze často setkat v starých rukopisných průvodcích - zemských klíčích k tatranským pokladům. Označoval místa, kde měli být na sedm zámků uzamčené poklady. 

## Turistika
Zadná Javorová dolina
Východisko
- Tatranská Javorina
- Vstup do Javorové doliny: chodníkem po  zelené značce vycházející z Tatranské Javoriny, který prochází zalesněným údolím vedle říčky Javorinka na Poľanu pod Muráňom, kde se odpojuje chodník vedoucí po  modré značce přes údolí Zadné Meďodoly do Kopského sedla s přechodem do Doliny Bílých ples. Chodníkem po  zelené značce pokračujete Javorovou dolinou kolem ples do Zadní Javorové doliny, kde stoupá do sedla Sedielko ve výši 2372 m n. m. s přechodem do Malé Studené doliny .

Východisko
- Starý Smokovec

Z Hrebienka chodníkem po  červené značce (Tatranská magistrála) při Zamkovského chatě odbočíte na chodník vedoucí po  zelené značce do Malé Studené doliny, pak kolem Téryho chaty do Sedielka s přechodem do Zadní Javorové doliny.

## Okolí
V závěru Zadní Javorové doliny leží ve výšce 1878 m n. m. Žabí Javorové pleso, ze kterého pramení říčka Javorinka.
Okolní vrcholy:
- Ledový štít (2627 m n. m.)
- Malý Ledový štít (2602 m n. m.)
- Široká věž 2461 m n. m.)
- Ostrý štít (2367 m n. m.)
- Javorový štít (2417 m n. m.)
- Žabí vrch 2203 m n. m.)